# Seznam zápasů československé fotbalové reprezentace 1920
V roce 1920 odehrála československá fotbalová reprezentace 4 mezistátních zápasů, z toho 4 na OH 1920. Celková bilance byla 3 výhry a 1 porážka. Hlavním trenérem ve všech zápasech byl Josef Fanta.

## Přehled zápasů
| 28. srpna 1920 OH 1920                                    |       |            |                                                      |
| Československo                                            | 7 – 0 | Jugoslávie | Antverp SC, Antverpy diváci: 500 rozhodčí: van Praag |
| Vaník 20', 46', 80' Janda-Očko 34', 50', 75' Sedláček 43' |       |            | Antverp SC, Antverpy diváci: 500 rozhodčí: van Praag |

| 29. srpna 1920 OH 1920            |       |        |                                                            |
| Československo                    | 4 – 0 | Norsko | Union St. Gilloise, Brusel diváci: 6 000 rozhodčí: Barette |
| Vaník 5' Janda-Očko 17', 66', 77' |       |        | Union St. Gilloise, Brusel diváci: 6 000 rozhodčí: Barette |

| 31. srpna 1920 OH 1920, semifinále |       |                |                                                               |
| Československo                     | 4 – 1 | Francie        | Olympijský stadion, Antverpy diváci: 30 000 rozhodčí: Mutters |
| Mazal 18', 75', 87' Steiner 70'    |       | 79' Jean Boyer | Olympijský stadion, Antverpy diváci: 30 000 rozhodčí: Mutters |

| 2. září 1920 OH 1920, finále |       |                                    |                                                             |
| Československo               | 0 – 2 | Belgie                             | Olympijský stadion, Antverpy diváci: 35 000 rozhodčí: Lewis |
|                              |       | 10' Robert Coppée 31' Henri Larnoe | Olympijský stadion, Antverpy diváci: 35 000 rozhodčí: Lewis |

## Soupisky jednotlivých utkání

### ČSR - Jugoslávie
- ČSR: Rudolf Klapka - Antonín Hojer, Miroslav Pospíšil - František Kolenatý, Karel Pešek-Káďa, Antonín Perner - Josef Sedláček, Antonín Janda-Očko, Václav Pilát, Jan Vaník, Otakar Škvain-Mazal

- Jugoslávie: Dragutin Vrđuka - Jaroslav Šifer, Vjekoslav Župančić - Rudolf Rupec, Slavin Cindrić, Stanko Tavčar - Dragutin Vragović, Artur Dubravčić, Emil Perška, Ivan Granec, Jovan Ružić. Trenér Veljko Ugrinić

### ČSR - Norsko
- ČSR: Rudolf Klapka - Antonín Hojer, Karel Steiner - František Kolenatý, Karel Pešek-Káďa, Emil Seifert - Josef Sedláček, Antonín Janda-Očko, Václav Pilát, Jan Vaník, Otakar Škvain-Mazal

- Norsko: Sigurd Wathne - Per Skou, Otto Aulie - Gunnar Andersen, Asbjørn Halvorsen, Adolph Wold - Michael Paulsen, Arne Andersen, Johnny Helgesen, Einar Gundersen, Per Holm

### ČSR - Francie
- ČSR: Rudolf Klapka - Antonín Hojer, Karel Steiner - František Kolenatý, Karel Pešek-Káďa, Emil Seifert - Josef Sedláček, Antonín Janda-Očko, Jan Vaník, Otakar Škvain-Mazal, Jan Plaček

- Francie: Albert Parsys - Léon Huot, Édouard Baumann - Jean Batmale, René Petit, François Hugues - Jules Dewaquez, Jean Boyer, Paul Nicolas, Henri Bard, Raymond Dubly

### ČSR - Belgie
- ČSR: Rudolf Klapka - Antonín Hojer, Karel Steiner - František Kolenatý, Karel Pešek-Káďa, Emil Seifert - Josef Sedláček, Antonín Janda-Očko, Václav Pilát, Jan Vaník, Otakar Škvain-Mazal

- Belgie: Jean De Bie - Armand Swartenbroeks, Oscar Verbeeck - Joseph Musch, Emile Hanse, André Fierens - Louis Van Hege, Robert Coppée, Mathieu Bragard, Henri Larnoe, Désiré Bastin. Trenér Raoul Daufresne